# Wagen

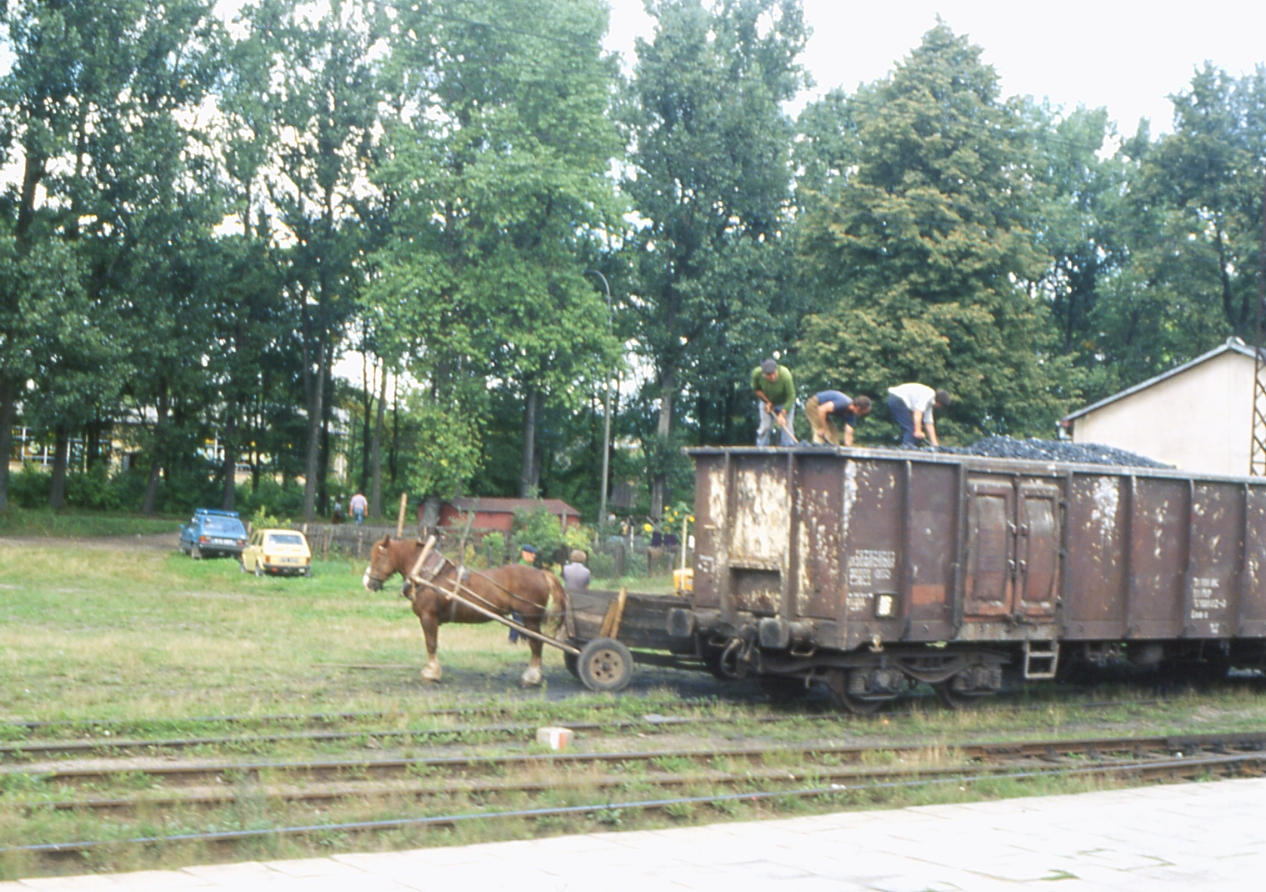
Umladung von Kohlen aus einem Güterwagen (Bahnwagen) auf einen Pferdewagen, Białystok (PL) 1991

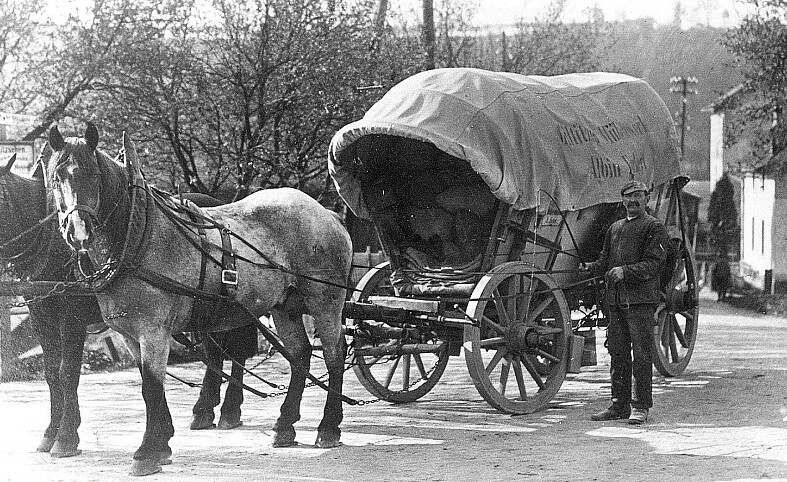
Pferde-Lastwagen mit Verdeck, Planwagen

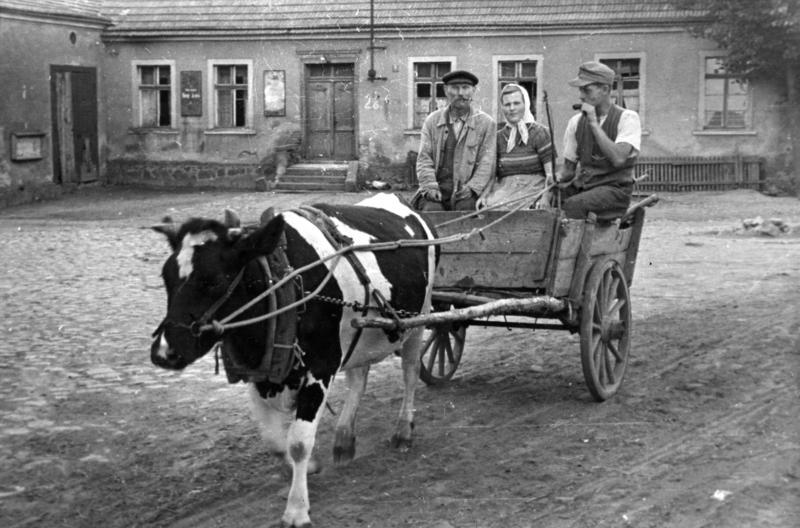
Einspänniger Karren

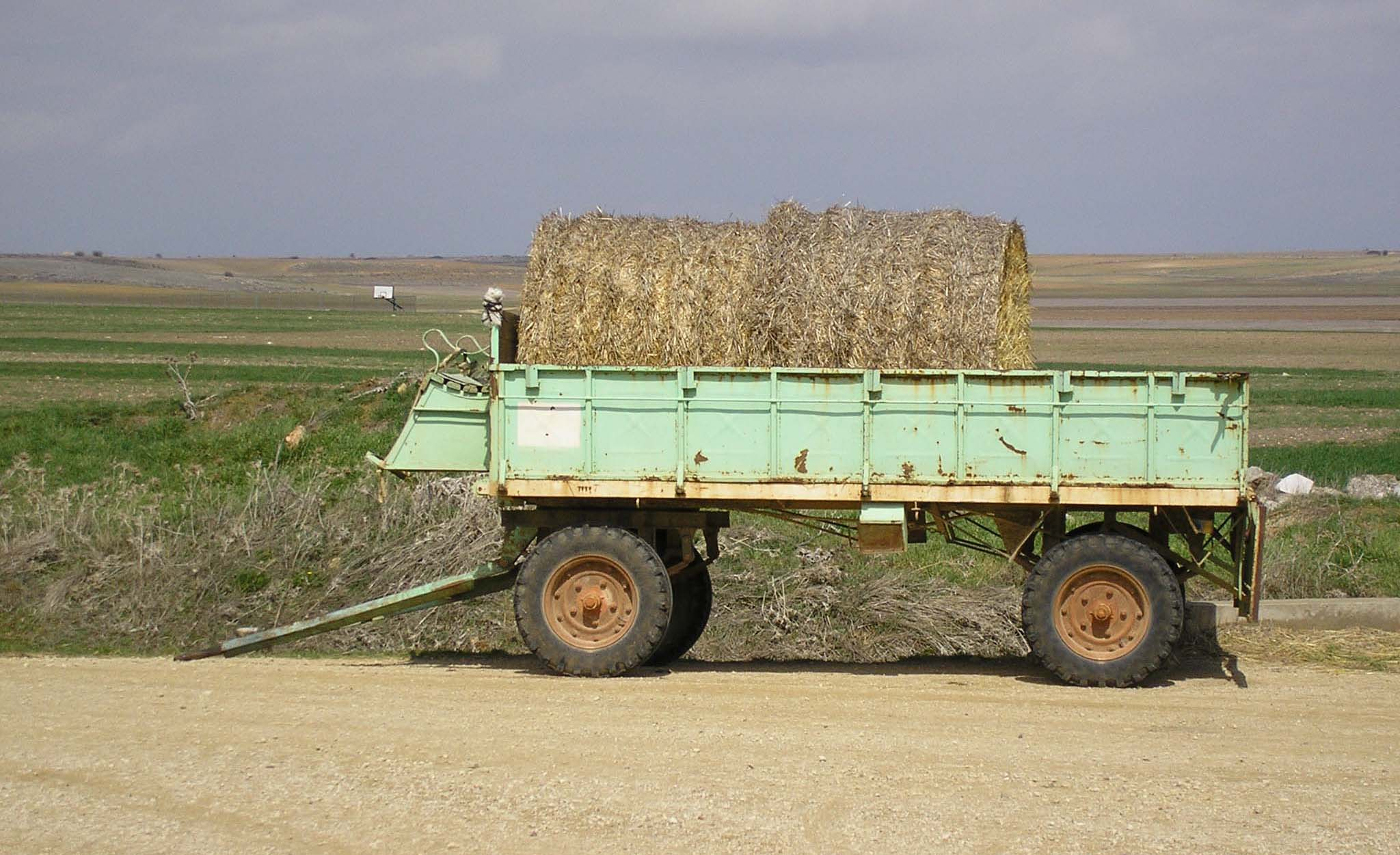
Anhänger mit Drehschemellenkung

Ein Wagen (pl.: "Wagen", süddeutsch auch "Wägen") ist ein meist vierrädriges Fahrzeug, das zweispurig und mehrachsig ist. Eine Kutsche ist ein gefedertes Fuhrwerk, also ein gefederter, von Zugtieren gezogener, gedeckter Wagen. Der Begriff Karre(n) beschreibt dagegen ein einachsiges Fahrzeug mit bis zu drei Rädern.

## Bauweise
Die Verbindung der Radachsen bzw. des Fahrgestells mit den feststehenden Teilen des Wagens, der Ladefläche oder dem Wagenkasten, kann unterschiedlich gestaltet sein.
Sind Räder und Achsen starr verbunden, spricht man vom Radsatz.
Dreht sich die Achse nicht mit, so wird der innere, ihr aufsitzende Ring des Rades als Nabe bezeichnet. Lässt sich die Achse, oder Teile davon, um einen vertikalen Drehpunkt bewegen, was Kurvenfahrten erleichtert, so spricht man von einer Lenkung. In der Frühzeit des Wagenbaus wurde das Abgleiten der Räder von den Achsen durch Achsnägel verhindert, die durch die Achse geschlagen wurden. Bei den gelenkten Wagen war die Einheit aus Deichsel und Vorderachse (Drehschemel) durch einen metallenen sogenannten Reibnagel drehbar mit dem übrigen Wagen verbunden.
Von Zugtieren gezogene Wagen werden als Einheit mit den angespannten Tieren Fuhrwerk genannt.
Das älteste Zugtier für Radfahrzeuge war das Rind (Kuh oder Ochse), zum stärksten und schnellsten wurde später das Pferd, das wendigste ist das Maultier. Als Zugtiere sind z. B. auch Esel und Kamel einsetzbar.
Zum lokal begrenzten Transport von lebendem Vieh über kurze Entfernungen gibt es den sogenannten Gängelwagen, eine Rahmenkonstruktion auf Rädern und mit einem Tor, in der Regel am hinteren Ende. Der Gängelwagen (mit gleichem Wortursprung wie das Gängelband) kann von Maschinen oder Tieren gezogen werden und dient dem kontrollierten Transport von Herdenvieh oder schwierig zu handhabenden Einzeltieren wie einem schweren Deckbullen, der mit einem Gewicht von einer Tonne Verladeanforderungen stellt, die einen durchschnittlichen bäuerlichen Betrieb überfordern. Die Tiere werden in den bodenlosen Gängelwagen geführt oder getrieben wie in ein Weidegatter und müssen dann beim Bewegen des Wagens mitlaufen, können aber nicht ausbrechen oder stehen bleiben. Immanuel Kant beschrieb den Gängelwagen am 30. September 1784 in seinem Essay Was ist Aufklärung ? in einem Beispiel über das Hausvieh, „(…) so zeigen sie ihnen nachher die Gefahr, die ihnen drohet, wenn sie es versuchen, alleine zu gehen. (…) Nachdem sie ihr Hausvieh zuerst dumm gemacht haben und sorgfältig verhüteten, daß diese ruhigen Geschöpfe ja keinen Schritt außer dem Gängelwagen, darin sie sie einsperreten, wagen durften, so zeigen sie ihnen nachher die Gefahr, die ihnen drohet, wenn sie es versuchen, allein zu gehen.“
Von Menschen bewegte einfache Wagen werden als Handwagen bzw. Hand- oder Schubkarren bezeichnet. Fuhrwerke, Handwagen und Anhänger werden mittels einer oder zwei Deichseln gelenkt. Für Zugtiere gab bzw. gibt es ein Geschirr.
Bei Motorantrieb unterscheidet man motorisierte Wagen, die auch Platz für den Transport von Fahrgästen und Material bieten, Kraftwagen = Automobile (Autos) im Straßenverkehr, Triebwagen im Schienenverkehr, von Zugmaschinen, auf bzw. in denen im Wesentlichen nur Maschine, Fahrzeugführer und Brennstoff Platz haben, also Traktoren und im Schienenverkehr Lokomotiven.
Pedalgetriebene Fahrzeuge werden auch dann nicht als Wagen bezeichnet, wenn sie mehrspurig sind. Weichen sie sehr stark vom Erscheinungsbild eines Fahrrades ab, so werden sie mit dem englischen Kürzel HPV benannt (human powered vehicle).
Postwagen wurden schon in der „Postkutschenzeit“ großzügig auch dann als Postkutschen bezeichnet, wenn die Federung fehlte.

## Geschichte

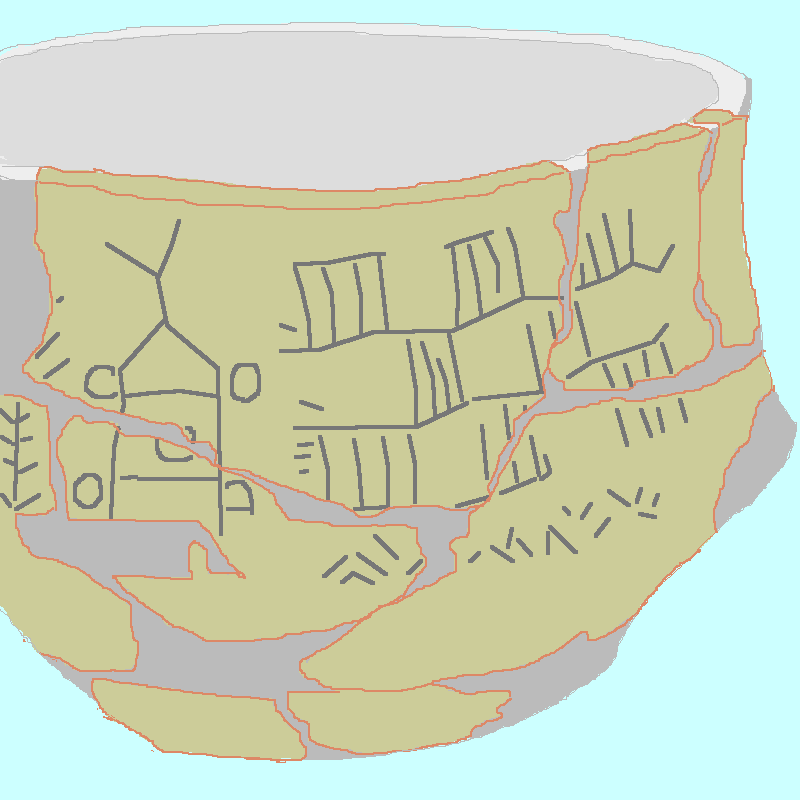
Krug aus Bronocice, 3.550 v. Chr. mit einer Wagendarstellung

### Anfänge
In der Geschichte des Transportwesens waren Vorläufer des Wagens radlose Transporteinrichtungen wie Schlitten und Schleife.
Nach aktuellem Forschungsstand von 2017 muss die Erfindung von Rad und Wagen (in der ältesten Form des Ochsenkarrens mit Scheibenrädern) in Nordeuropa im Bereich der Trichterbecherkultur zwischen 3450 und 3300 v. Chr. gemacht worden sein. So wurden die wohl ältesten europäischen Spuren von Ochsenkarren aus der Zeit um 3400 v. Chr. in Flintbek entdeckt.
Der zweirädrige Karren wird der nördlichen Gruppe zugewiesen, der vierrädrige dagegen der östlichen Gruppe. Bald darauf entstand in der Ostgruppe die Kugelamphorenkultur, die eine Handelsroute zur Cernavodă-III-Kultur unterhielt. Beide Formen entstanden fast gleichzeitig, dabei drehten sich die Räder auf den fest mit dem Wagen verbundenen Achsen. Eine etwas andere Konstruktion eines Radsatzes mit drehender Welle wurde im Bereich der Alpen gemacht. Dieses Modell war offenbar eine regional genutzte Spezialisierung. Dem voraus gingen Tonmodelle, die etwas älter sind, was man sich damit erklärt, dass die Idee als Tonmodell schon da war, ihre technische Umsetzung aber Probleme machte. Schon bald nachdem dieses Problem gelöst war, verbreitete sich der Wagen in verschiedenen Gegenden Europas, wobei die Konstruktion der Räder vom Vollrad zum zweigeteilten Rad bis zum Rad aus drei Teilen in Zentraleuropa verfeinert wurde und damit die Reichweite der Wagen zu einem universellen Transportmittel wuchs. Die wirtschaftliche Stärke verschiedener Kulturen scheint wesentlich auf der Nutzung von Wagen zu beruhen. Von der Trichterbecherkultur über die Baden-Boleraz-Kultur und die mit ihr in Kontakt stehende Cernavodă-Kultur gelangte der Wagen sehr bald in die Schwarzmeerregion, wo der Radbau mit Streben weiterentwickelt wurde und schließlich in dieser Form nach Mesopotamien gelangte. Das alles geschah binnen weniger als 200 Jahre. Dabei lässt sich anhand der Räder fast exemplarisch darstellen, wie jede Kultur mit ihrem Wissen zur Weiterentwicklung beitrug, was sich sicherlich auch auf den selten erhaltenen Wagenkasten übertragen lässt.
Teile von Rädern und Wagen wurden sehr früh verwendet, u. a.
- in der ungarischen Pusta östlich der Alpen in der Baden-Boleraz Kultur
- im Steppenraum der West-Ukraine die vermutlich korrekterweise der Cernavodă-Kultur zuzuordnen sind
- im Kaukasusgebiet (Wagengräber mit vierrädrigen Karren) der Maikop-Kultur
- in Mesopotamien (heutiger Irak).

Alle Funde realer Nutzung stammen etwa aus der Zeit 3400 bis 2800 v. Chr., wobei wohl das 2-rädrige Modell gegenüber dem 4-rädrigen Modell bevorzugt wurde, was vielleicht wirtschaftlich begründet ist (weniger Material). Die älteste datierbare bildliche Darstellung wurde auf einem Tonkrug in Bronocice (Südpolen) gefunden. Dieser Krug aus dem Gebiet der Trichterbecherkultur zeigt Einflüsse der Boleraz-Stufe der Badener Kultur, wird auf ca. 3200 bis 3400 v. Chr. datiert und zeigt zwei vierrädrige Wagen. Mehrere tönerne Wagenmodelle aus der Badener Kultur (3500 bis 2800 v. Chr.) wurden in Buda-Kalász gefunden. Die größte Innovation war sicherlich die Nutzung des Pferdes als Zugtier, was jedoch erhebliche Ansprüche an Stabilität und Gewicht der Wagen stellte, die nun höheren Geschwindigkeiten ausgesetzt waren. Es war also nicht damit getan, anstelle von Rindern Pferde einzuspannen. Wegen der historisch gesehen schnellen Verbreitung gab es eine lange emotional geführte Debatte um das Ursprungsgebiet, was eine intensive Untersuchung aller Fundumstände im Rahmen des Exellence Cluster des Deutschen Archäologischen Instituts initiierte.
Als Zugtiere wurden in Europa, Afrika (Ägypten) und Asien zunächst nur Rinder, in Europa vor allem Ochsen genutzt. In Mesopotamien kamen auch Esel zum Einsatz. Die Nutzung als Ritualwagen ist fest in der europäischen Kultur des 3.–1. Jahrtausends v. Chr. verankert. Die Nutzung für den Truppentransport sowie im Krieg ist offenbar im Orient entstanden.

### Wagenmodelle

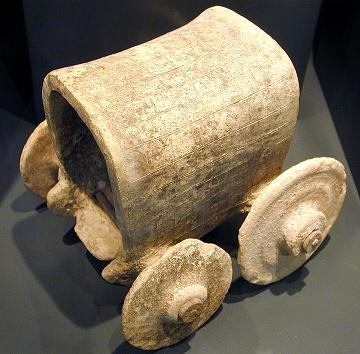
Gedeckter Wagen, Original-Modell, 2.000 v. Chr.

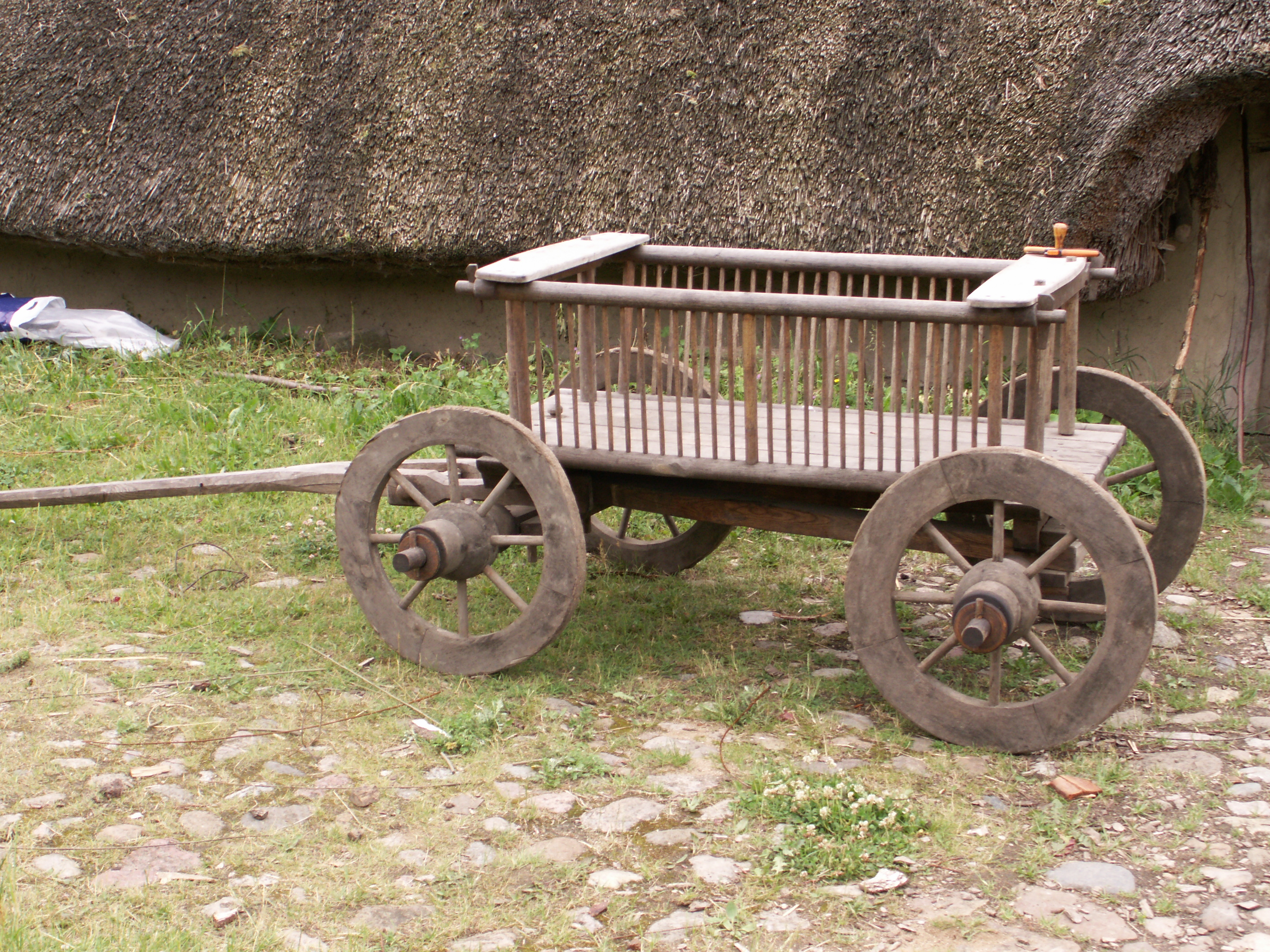
Rekonstruktion eines eisenzeitlichen Wagens in Odense

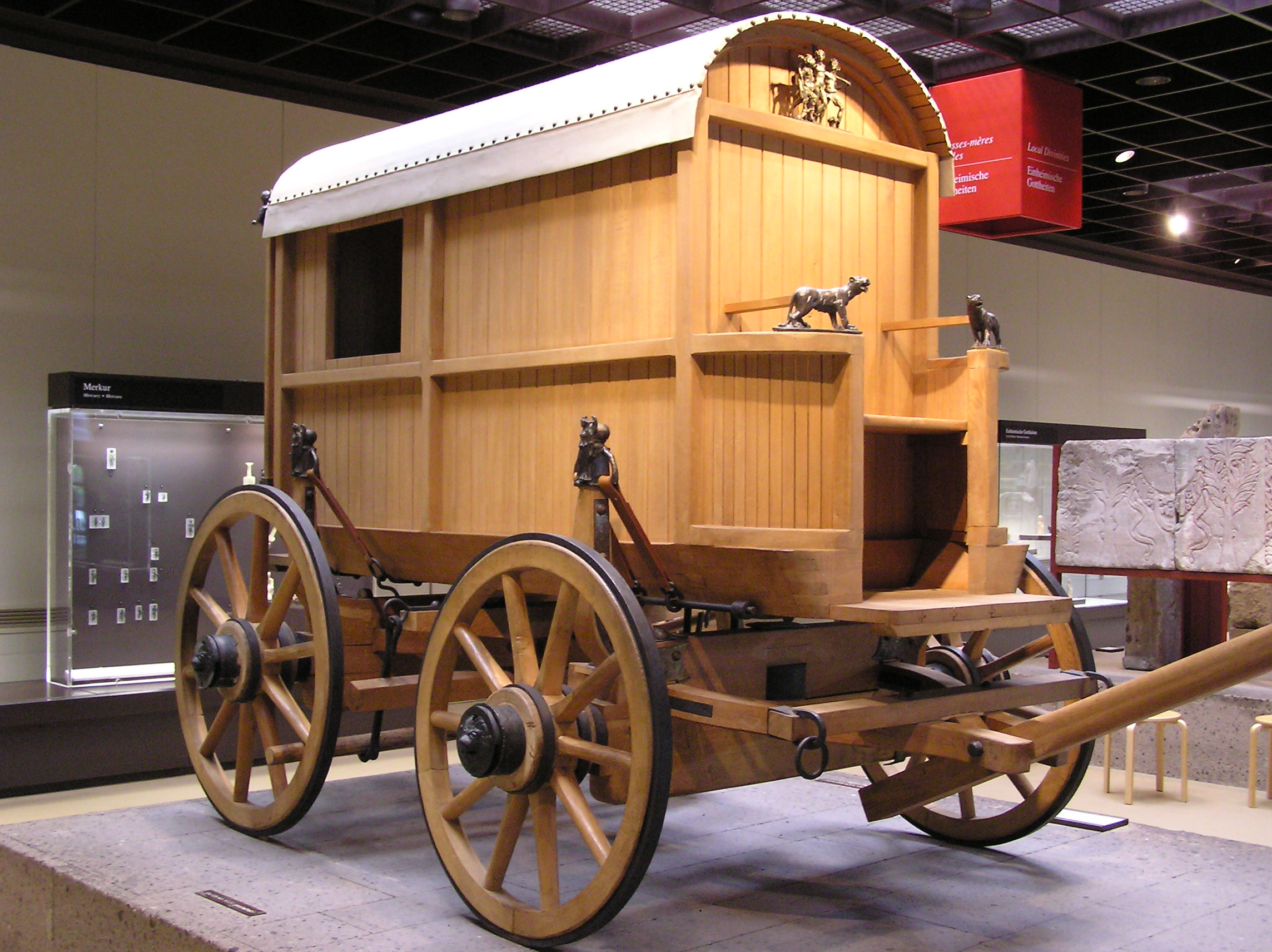
Rekonstruktion einer frühen gefederten und lenkbaren (Vorderachsaufhängung mit Lederriemen gleitet an Stangen) römischen Reisekutsche in Köln

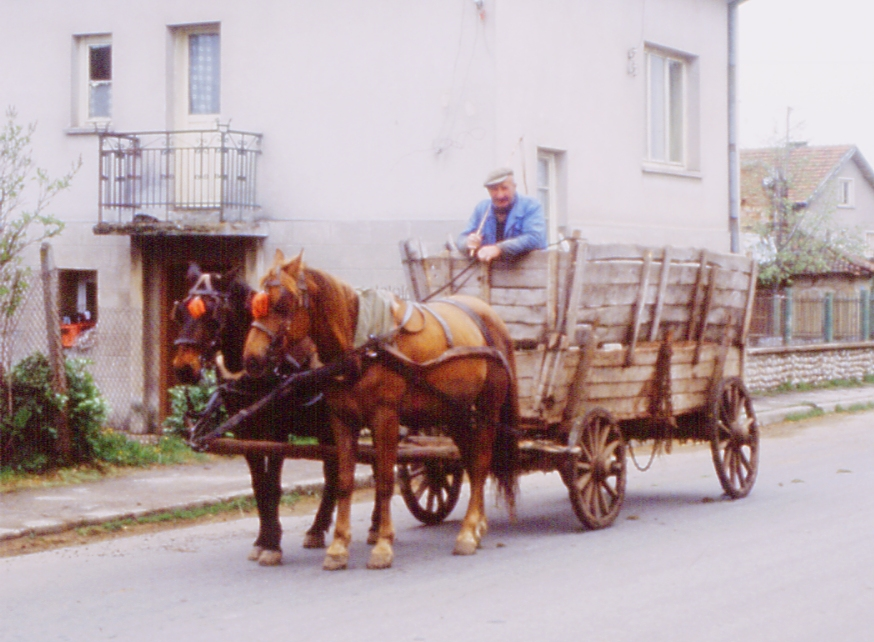
Viel hat sich nicht geändert: Pferdewagen mit Eisenreifen in Bulgarien 1988.

Die aus Flächengrabungen von Siedlungen des 3. Jahrtausends v. Chr. vorgelegten Kleinfunde enthalten in großem Umfang Wagenmodelle bzw. deren Teile. Die Modelle zeigen eine große Variationsbreite und stammen nur zu einem kleinen Teil aus Tempelanlagen. In der Regel wurden sie in den Wohnhäusern gefunden; auf dem Tell Halawa in etwa jedem zweiten Haus. Ihre Nutzung der Wagenmodelle hatte privaten Charakter. Ähnliches stellt N. Cholidis (1992) für Terrakottamodelle von Möbeln fest. Die symbolische Einbeziehung der Möbelstücke in die Privathaushalte lässt auf eine Ausweitung religiöser Kulte ins Privatleben schließen. Ähnliches lässt sich für die Wagenmodelle annehmen.
Schriftquellen unterstützen die sakrale Bedeutung des Wagens im Alten Orient. Zahlreiche Nennungen von „Götterwagen“ sind textlich überliefert z. T. wurde den Wagen selbst göttliche Verehrung entgegengebracht (Salonen 1951, S. 66–76). Ob sich die Nutzung des Wagens im Alten Orient in der sakralen bzw. herrschaftlichen Verwendung erschöpfte, ist unsicher. Eine Nutzung als Transportmittel wird aufgrund der naturräumlichen Gegebenheiten bezweifelt. Ebenso wird der militärische Nutzen von Kampfwagen – über die herrschaftliche Statusrepräsentation hinausgehend – in Frage gestellt. Hervorzuheben ist ein vollständiges Gespannmodell (Zugtiere, Joch und Wagen) aus Kupfer, aus der 2. Hälfte des 3. Jahrtausends aus der Alacahüyük-Kultur Anatoliens. Siehe hierzu auch Ochsenfigur von Dieburg.
Einen Hinweis auf profane Wagenverwendung geben Terrakottamodelle von Planwagen, die vornehmlich aus dem mittleren Euphratgebiet Syriens stammen. Ein Wagenmodell vom Tall Bi'a trägt auf der Plane eine Darstellung zweier Vierbeiner. Moorey sieht in den Planwagen eher Wohnmobile nomadischer Viehhirten der Steppe. Demnach liegt mit diesem Wagentyp eine Nutzungsform vor, wie sie aus den eurasischen Steppen bekannt ist. Der Planwagen hat keinen Eingang in die offizielle Kunst des Alten Orients gefunden, so dass er sich aus diesem Grund sowie durch seine nur regionale Verbreitung abseits der Bewässerungskulturen von anderen Wagennutzungen abhebt. Eine Gesamtschau der Quellen zeigt für den Alten Orient eine vornehmliche Bedeutung des Wagens im sakral-rituellen sowie im repräsentativ-elitären Bereich, (was auch dasselbe sein kann), wohingegen im alltäglichen Bereich abseits der kultischen Praxis der Wagen eine geringe Bedeutung gespielt zu haben scheint. Laut Herzfeld (1934, S. 202) war der vorderasiatische Orient nie ein Wagenland. Dies erklärt auch den historisch einzigartigen Umstand, dass sich später das Kamel als Transportmittel durchsetzte. Siehe hierzu auch Wagengräber der Jamnaja-Kultur.
Aus der nordischen Bronzezeit sind Darstellungen wie der Sonnenwagen von Trundholm in Dänemark und der Kultwagen von Peckatel aus Mecklenburg bekannt, die ebenfalls den Rückschluss auf eine rituelle Verwendung und Bedeutung zulassen.

### Frühe Verbesserungen

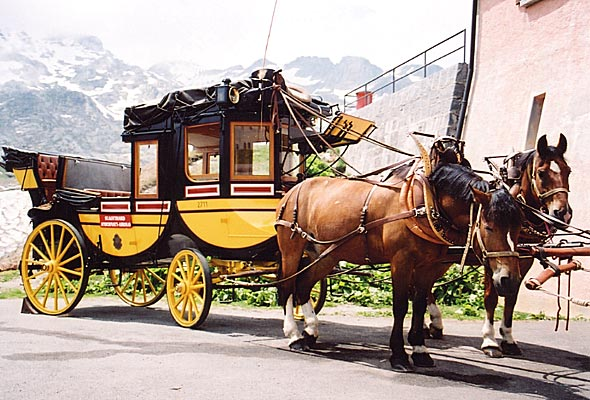
Postkutsche auf dem Gotthardpass, Schweiz

Speichenräder tauchen seit etwa 2000 v. Chr. auf, wiederum fast gleichzeitig u. a. in Mesopotamien und in Mitteleuropa. Eine in Mitteleuropa verbreitete Zwischenlösung war die Auskehlung der Radscheiben. Speichenräder reduzierten noch stärker die rotierende Masse
Einachsigkeit bedeutete Wendigkeit bei einfacher Konstruktion. Ein Beispiel sind die zumeist einachsigen Streitwagen der antiken Hochkulturen.
Wegen ihrer leichteren Konstruktion konnten Speichenräder auch größere Durchmesser haben. Dies führte zu besserer Geländegängigkeit.
Über lange Zeiten scheint es sowohl Wagen mit starrer, als auch mit lenkbarer Vorderachse gegeben haben. Auf den ungefähren Erfindungszeitpunkt der Lenkung weist eine aus der Zeit um 3000 v. Chr. gefundene in der Mitte quer durchbohrte Wagenachse hin. Einen Hinweis auf stärkere Nutzung gelenkter Wagen liefert die Breite von Bohlenwegen, die während der Bronzezeit irgendwann schmäler gebaut wurden. In Bronze- und Eisenzeit ließ sich eine lenkbare Vorderachse mit einem metallenen Reibnagel einigermaßen sicher mit dem Wagen verbinden. Hinweise ergeben sich aus keltischen Wagengräbern (Rekonstruktionen, Wagengrab von Boé). Trotzdem hatten viele vierrädrige Wagen in der Römerzeit keine lenkbare Vorderachse. Im Mittelalter zeitweise so gut wie vergessen, setzte die Drehschemellenkung sich ab dem 13. Jahrhundert dann allgemein durch.
Führend bei der Weiterentwicklung des Wagens in der europäischen Antike waren die Kelten. Die Römer haben außer Technik und Typen auch viele Begriffe von ihnen übernommen.
Leichte gefederte Einachser bauten die Kelten schon im 2. Jahrhundert v. Chr. Die Römer hatten gedeckte Reisewagen mit federnd aufgehängten Wagenkästen. Im 15. Jahrhundert wurde eine ähnliche Federung in Ungarn erfunden. Unter der Bezeichnung Kutschen verbreiteten sich die komfortabel gefederten Wagen dann schnell in ganz Europa. Erst nach der Erfindung der stählernen Blattfeder konnte man wirklich schwere Wagen federn.

### Neuzeit
Geschlossene Wagenkästen wurden schon im 16. Jahrhundert gefahren. Sie waren aber aus Gründen der Konstruktion und wegen der schlechten Straßen lange Zeit ein Gewichtsproblem. Erst gegen Ende des 18. Jahrhunderts kam der geschlossene Postwagen auf, der einem Teil der Passagiere guten Witterungsschutz bot.
Befestigte Landstraßen (s. u.) gab es (wieder, vgl. Römerzeit) ab Mitte des 17. Jahrhunderts, aber erst ab Anfang des 19. Jahrhunderts wurde ein immer dichteres Netz daraus. Vorher verursachten die schmalen eisenbereiften Wagenräder tiefe Wagengeleise durch die Abnutzungen. Deswegen war in vielen Ländern die Spurweite der Fuhrwerke genormt.
Die heute bei Kraftwagen übliche Achsschenkellenkung wurde übrigens schon 1817 von einem Stellmacher (Wagenbauer) erfunden. Etwa zur selben Zeit gelang es, durch Rad- und Speichensturz die Straßenlage und das Verhältnis von Gewicht und Stabilität zu verbessern.

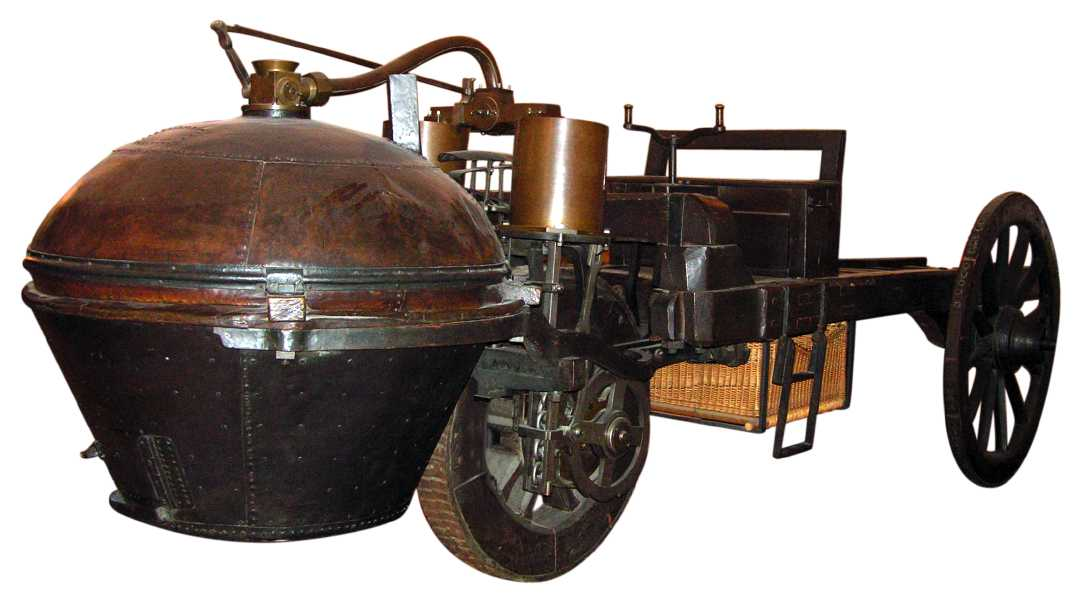
Dampfwagen von N. Cugnot

Von großer Bedeutung für die Leistungsfähigkeit von Fuhrwerken war das Geschirr, mit dem die Zugtiere den Wagen zogen. Lange Zeit gab es für schwere Wagen nur das Joch, nur für Rindvieh geeignet. Im 9. Jahrhundert wurde das Kummet-Geschirr erfunden, das die Zugleistung von Pferden und anderen Unpaarhufern wesentlich verbesserte.
Besonders schwer beladene Wagen wurden bis ins 19. Jahrhundert mit Ochsen gezogen (Geschwindigkeit etwa zwei Kilometer pro Stunde) und mit doppelten Rädern ausgestattet, vergleichbar mit den Zwillingsreifen heutiger LKW. Bei Pferdegespannen benutzte man für große Steigungen zusätzliche Vorspannpferde.
Der erste maschinengetriebene Wagen war 1769 der Dampfwagen von Nicholas Cugnot, also über ein Jahrhundert vor den ersten Automobilen mit Ottomotor 1885/86.

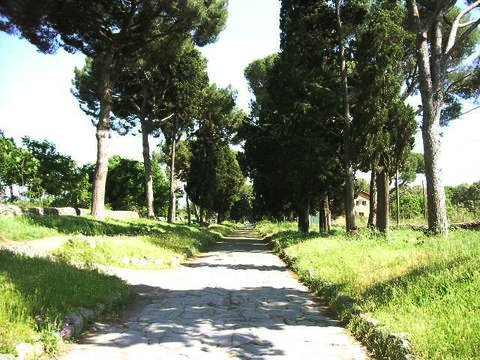
Via Appia bei Rom

### Wagen und Wege
Sehr wichtig für die Effektivität der Zugtiere war die Qualität der Wege. Im Altertum bauten darum die Griechen einige steinerne Schienenwege und die Römer erschlossen ihr gesamtes Reich durch ein gut ausgebautes Straßennetz. Auch die Pferdeomnibusse des 19. Jahrhunderts ließen sich nur auf entsprechend ausgebauten Straßen ziehen. Bezeichnend ist auch die Pferdetraktion am Anfang der Eisenbahngeschichte: Zwar erreichte die Eisenbahn ihre weltweite Bedeutung mit der Dampflokomotive, aber die ersten Eisenschienen wurden für Pferdebahnen verlegt. Das gilt für die ersten Kohle- und andere Grubenbahnen in Großbritannien, für die erste Fernbahn des europäischen Kontinents 1827 entlang dem Goldenen Steig von Linz nach Budweis (České Budějovice), und für die ersten Straßenbahnen (New York 1832, Deutschland ab 1866).

### Anmerkungen zur Datenlage

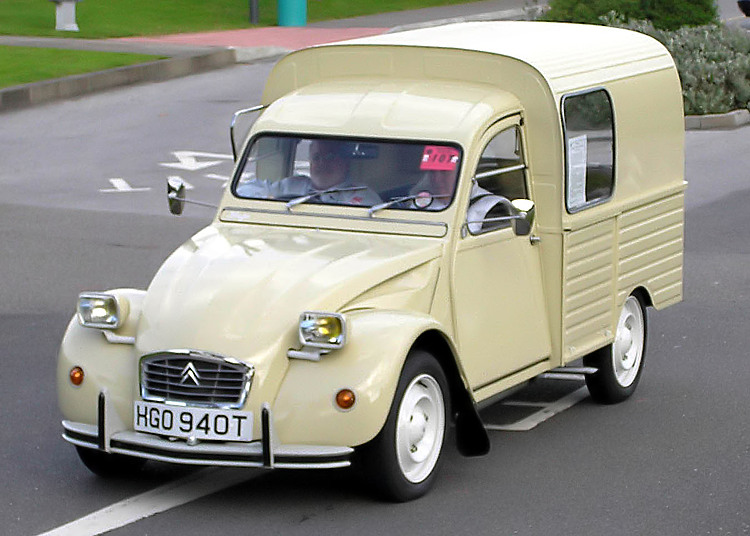
Lieferwagen (Citroën 2CV)

## Sprachgebrauch

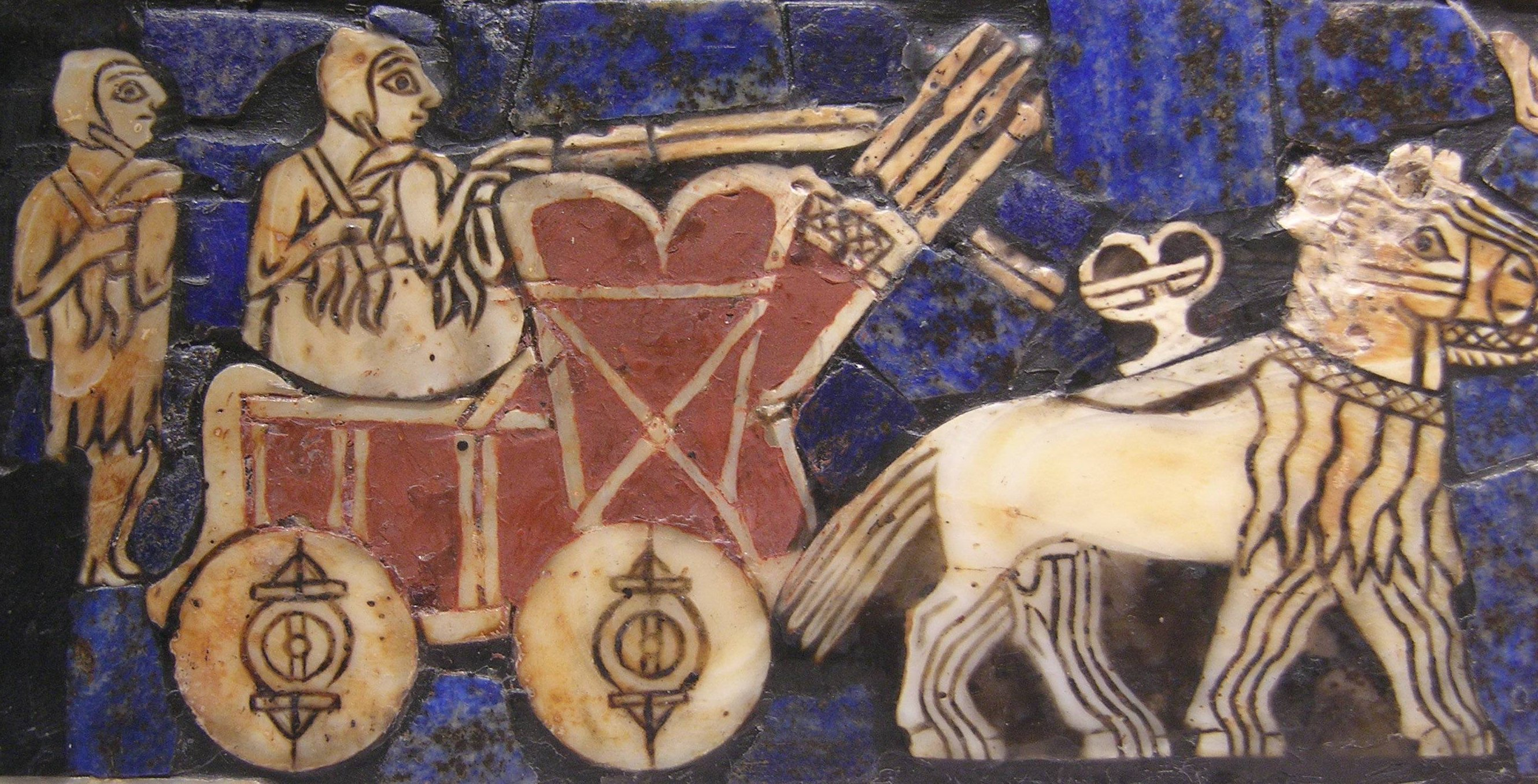
Wagen, Ur, ca. 2500 v. Chr.
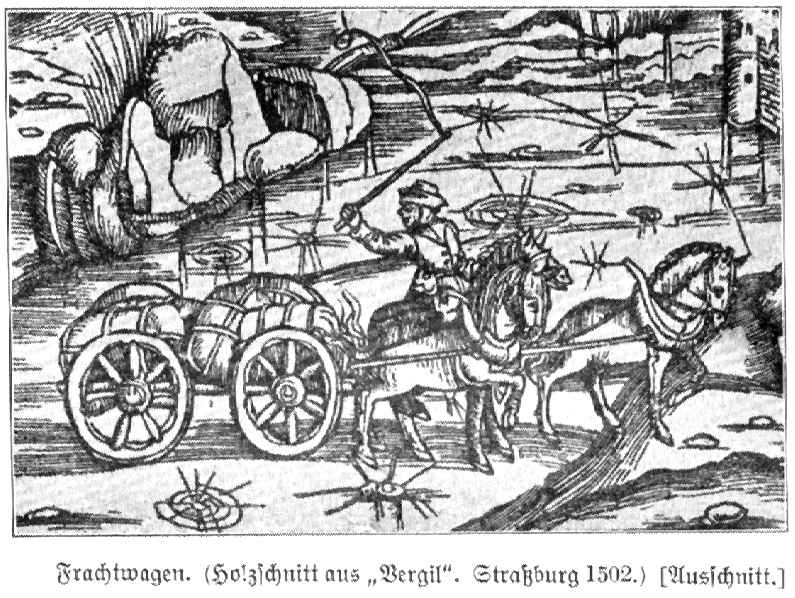
Frachtwagen, Holzschnitt aus „Vergil“ (1502)
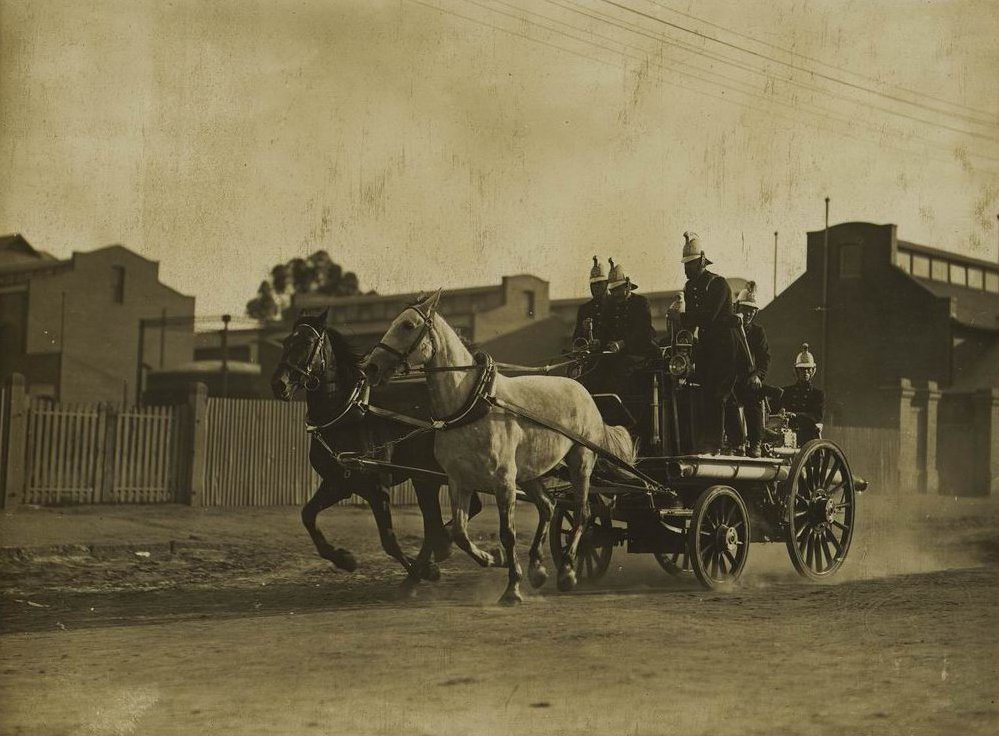
Feuerwehrwagen, Adelaide, Südaustralien, 1879
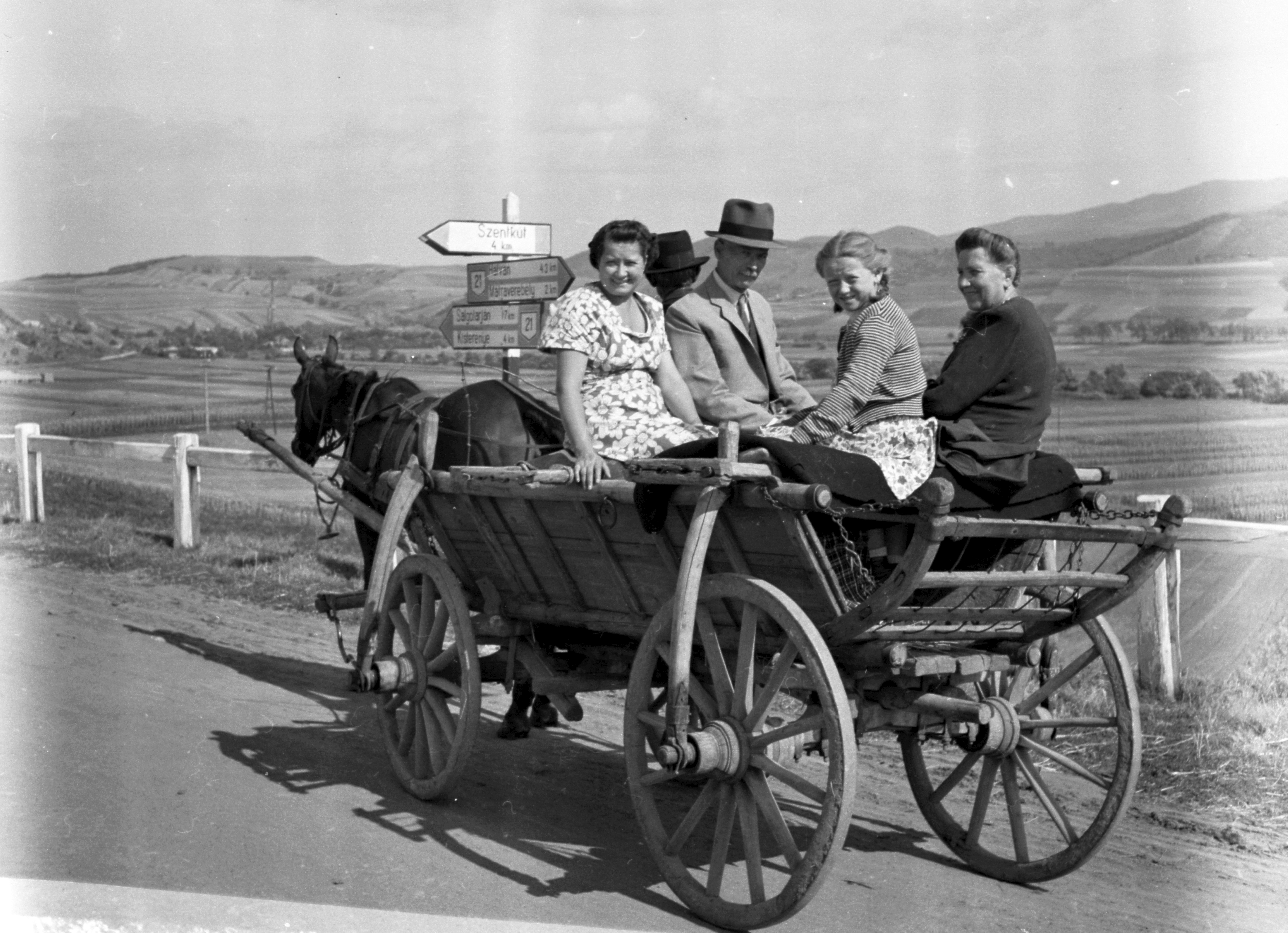
Offener Wagen, Ungarn 1947
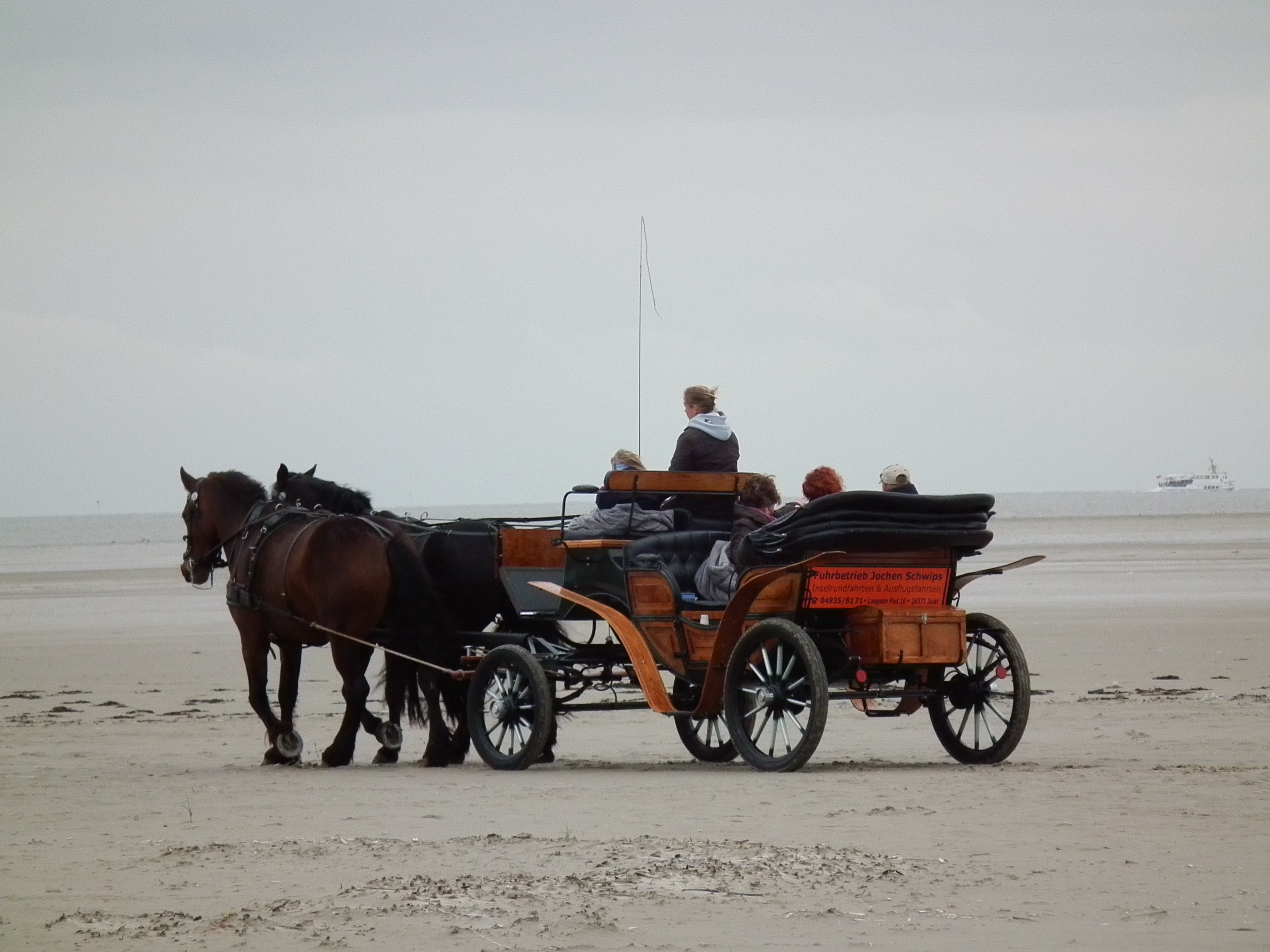
Strandausflug mit Kutsche, Juist, 2010